# Estadio Elías Figueroa Brander
El Estadio Elías Figueroa Brander ou le Stade Elías Figueroa Brander est un stade chilien se trouvant à Valparaíso.

## Histoire
Construit en 1928, il a une capacité de 23 000 places lors de sa construction, puis de 30 000 places par la suite. Le club résident est le Club de Deportes Santiago Wanderers, qui se trouve en Division 1 chilienne.  
Le stade accueille la Copa América 1991. 2 matchs du groupe B sont joués dans le stade.